# Popol Vuh

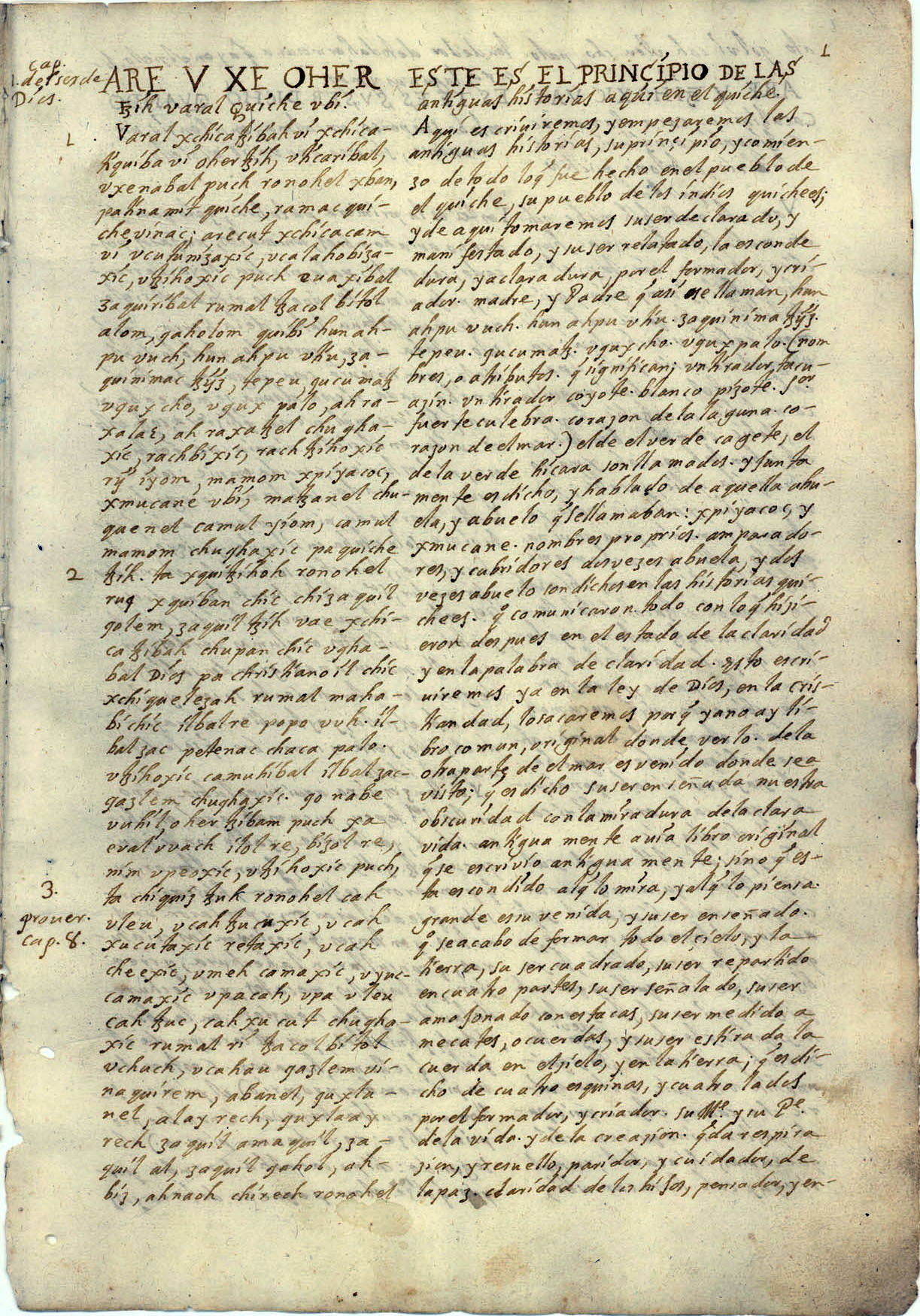
Primera pàgina del manuscrit del Popol Vuh, a la Biblioteca Newberry, Chicago

El Popol Vuh és una recopilació de diverses llegendes dels quitxé, un poble de la civilització maia que ocupà parts de Guatemala i d'Hondures. Més que un sentit històric, el llibre té valor i importància en l'àmbit fundacional. És una narració que tracta d'explicar l'origen del món, la civilització i els diversos fenòmens que ocorren en la natura.

## Història
Segons fra Francisco Ximénez la primera versió escrita en fou elaborada en llengua quitxé, fent servir caràcters de l'alfabet llatí, a mitjan segle xvi. Segons ell, aquesta versió romangué amagada fins al 1701, quan els maies quitxé de la comunitat de Santo Tomàs Txuilà (avui dia Txitxicastenango, Guatemala) li mostraren la recopilació de les seves històries i mitologia.
No es coneix el nom de l'autor d'aquesta primera versió, però fra Francisco Ximénez, en notar la importància del document, decidí traduir el text a l'espanyol, assegurant la fidelitat de l'escrit. La seva versió està estructurada en dues columnes, en una hi era la versió quitxé, i en l'altra la traducció. La primera versió fou una traducció massa literal i resultà molt confusa. Després n'escrigué una segona menys literal, que incloïa la seva Història de la província de Santo Vicente de Txiapa i Guatemala, que acabà el 1722.
Els treballs de Ximénez van restar arxivats al convent de Santo Domingo fins al 1830, quan foren traslladats a la Universitat de San Carlos de Guatemala. El 1854 foren trobats per l'austríac Charles Scherzer, que, el 1857, els publicà a Viena amb el títol primitiu Les històries de l'origen dels indis d'aquesta província de Guatemala.
El sacerdot i missioner Charles Étienne Brasseur de Bourbourg va sostreure l'escrit original de la universitat, el portà a Europa i el traduí al francès. El 1861 publicà un volum amb el títol Popol Vuh, le Livre Sacré et les mythes de l'antiquité Américaine. Fou ell qui li donà el nom de Popul Vuh.
El llibre original fou venut al col·leccionista Alfonso Pinart; més endavant la seva vídua el vengué a l'etnòleg Otto Stoll, i després fou comprat per Edward E. Ayer, que el tornà a Amèrica. Actualment la primera traducció de Ximénez i el seu Manuscrit de Txitxicastenango són a la Biblioteca Newberry, a Chicago, Estats Units. El facsímil del manuscrit està disponible en l'edició en línia feta en col·laboració per la Biblioteca Newberry i la de la Universitat d'Ohio, en un projecte dirigit pel Dr. Carlos M. López. El facsímil també és accessible des del lloc Arxius del Popol Vuh i les cultures maies, en què a més a més s'inclouen documents i materials relacionats amb el manuscrit.
La localitat de Santa Cruz del Quiché fou fundada pels invasors espanyols que en substituïren Q'umar Ka'aj, la capital del Regne quitxé. Juan de Rojas i Juan Cortés apareixen citats al llibre com els últims integrants de la generació dels reis quitxé.
El llibre va salvar-se de la crema per part dels invasors espanyols el 1529 de milers i milers de codis, de manuscrits il·lustrats d'origen maia, perquè eren contraris a l'espanyolització i cristianització d'Amèrica.

## Originalitat delPopol Vuhcom a text maia
Alguns arqueòlegs s'han esforçat a trobar les narracions del Popol Vuh als jeroglífics maies del període amerindi; d'altres asseguren que fou escrit en llengua maia amb caràcters llatins basats en la tradició oral al segle xvi o xvii. El text de Ximénez procedeix certament de l'època colonial.
Estudiosos com René Acuña han posat en dubte que el contingut reflectit al Popol Vuh sigui realment maia, perquè assenyala: «[…] el Popol Vuh és un llibre dissenyat i executat amb conceptes occidentals. La seva unitat de composició és tal que dona peu a postular un sol recol·lector de les narracions. I no sembla que aquest hagi estat un autodidacte espontani nadiu, que es posà a redactar les memòries de la seva nació». Cal tenir en compte que el llibre fou fet servir per a evangelitzar els indígenes.
Per donar suport a aquesta teoria es basa en certs errors de transcripció que comet Ximénez quan trasllada el text; això revela el seu desconeixement de la llengua quitxé. Assenyala categòricament Acuña: «Si la fidelitat amb què Ximénez copià i traduí el text quitxé fos el criteri per establir l'autenticitat del Popol Vuh, caldria, immediatament, declarar-lo fals. […] Enumerar amb detall tots els retocs que Ximénez introduí podria justificar un treball de pàgines el nombre de les quals no es pot quantificar. […] Davant la impossibilitat d'efectuar aquí un examen detallat de les traduccions que feu Ximénez del Popol Vuh, hauré de limitar-me a dir que són desiguals i molt infidels, i que el frare ometé traduir un elevat percentatge del text. La meva apreciació es basa en la minuciosa anàlisi comparativa que he realitzat de les primeres 1.180 línies del Popol Vuh amb les dues versions espanyoles de fra Francisco. La meva intenció, però, no va dirigida a desacreditar la competència lingüística d'aquest religiós, sinó a palesar que, amb l'escàs coneixement de la llengua quitxé que posseïa, resulta natural que hagi desfigurat l'obra en copiar-la». En posar en dubte la capacitat de Ximénez de fer servir la llengua maia s'obren una sèrie d'interrogatives: ¿és el Popol Vuh és un text original maia si només se n'ha conservat la traducció de Ximénez?
És possible obrir qüestionaments al voltant de l'existència d'un llibre original de procedència ameríndia. O bé que fou escrit amb el suport de la tradició oral. La seva molt propera analogia amb el Gènesi de la Bíblia fa pensar que la seva escriptura fou dirigida per frares. Així mateix, l'aparició de genealogies que s'estenen fins a l'època colonial fan impossible que l'original que copià Ximénez romangués en el període amerindi.

## Personatges principals
- Tepeu i Gukumatz: part del creador mascle i femella; junts van crear la humanitat, però hi posaren una mica de dificultat.
- Huracan: literalment 'una cama' (del seu nom deriva "huracà"), fou un dels principals déus; tenia molts enemics, incloent-hi Uucub Caquix i Cabracán.
- Ixpiyacóc i Ixmucané: anomenats "avis de l'alba"; eren endevins i els avis paterns d'Hunahpú i Ixbalanqué.
- Uucub Caquix: el seu nom podria significar 'Set ocells' i és l'encarnació dolenta de l'Ossa Major; fou assassinat per Hunahpú i Ixbalanqué.
- Hunahpú i Ixbalanqué: són germans bessons fills d'Ixquic (una dea de Xibalba) i Hun-Hunahpú (déu del panís); armats només amb sarbatanes i del seu vincle d'amistat; van derrotar a Uucub Caquix, Zipacna, Cabracán i, sobretot, als senyors de Xibalbá.
- Hun Camé i Uucub Came: reis del món subterrani anomenat "Xibalba"; van ser assassinats per Hunahpú i Ixbalanqué, que havia de venjar als seus "pares" Hun Hunahpú i Uucub Hunahpú.
- Balam Quitzé: primer humà de dacsa creat per Gukumatz i Tepeu.
- Balam Acab, Iqui Balam i Mahacutah: segon, tercer i quart humà de dacsa.